# 三角靱帯
三角靭帯（さんかくじんたい）は足関節内側にある靭帯。内側靭帯とも呼ばれる。
全体の形は三角形に近く、脛骨と足根骨をつなぐ。4つの部分に分かれ、各部は前脛距部、脛舟部、脛踵部、後脛距部と呼ばれる。
三角靱帯は外側靱帯（足関節外側の前距腓靱帯、踵腓靱帯、後距腓靱帯）よりも強い。このことは、足関節捻挫に占める内返し捻挫の割合が多いことの一因と考えられている。